# 12 Little Spells
12 Little Spells è il settimo album in studio della cantante statunitense Esperanza Spalding, pubblicato nel 2018.

## Tracce
Testi e musiche di Esperanza Spalding.
1. 12 Little Spells – 4:53
2. To Tide Us Over – 4:53
3. Until the Next – 4:17
4. Thang – 4:35
5. Touch in Mine – 4:53
6. The Longing Deep Down – 4:35
7. You Have to Dance – 3:27
8. Now Know – 4:26
9. All Limbs Are – 3:36
10. Readying to Rise – 5:07
11. Dancing the Animal – 5:07
12. With Others – 5:52

## Premi
- Grammy Awards
  - 2020: "Best Jazz Vocal Album"